# Rhoda Dakar Sings The Bodysnatchers
Rhoda Dakar Sings The Bodysnatchers is het tweede soloalbum van de Britse zangeres Rhoda Dakar, voormalig frontvrouw van skaband The Bodysnatchers. Het gecrowdfunde album werd op 30 oktober 2015 uitgebracht.

## Achtergrond
De Bodysnatchers waren de enige vrouwelijke band die de ska-revival van 1979 voortbracht; ze brachten in 1980 twee singles uit op het prestigieuze 2 Tone-label die allebei Britse top 50-hits werden. Tot een album is het nooit gekomen omdat de dames tegen het eind van het jaar uit elkaar gingen wegens muzikale meningsverschillen. Ze hebben ook nooit een reünie aangekondigd zoals de andere 2 Tone-bands (The Specials, The Selecter, Madness en The Beat) dat in de jaren 90 en 00 deden.        
Om het 35-jarig jubileum niet ongemerkt voorbij te laten gaan gaf Dakar in 2014 een concert met nummers (covers en eigen materiaal) die de Bodysnatchers destijds op het repertoire hadden staan. Het was eigenlijk bedoeld als eenmalig project, maar dit beviel zo goed dat Dakar besloot om alsnog dat Bodysnatchers-album te maken; ze riep hiervoor de hulp in van onder meer Specials-leden Horace Panter (bassist) en Lynval Golding (gitarist). 
Rhoda Dakar Sings The Bodysnatchers werd onthaald als 'het verloren 2 Tone-album' en gepromoot met festivaloptredens.
In 2024 kreeg het album een heruitgave met drie nieuwe nummers.

## Tracklijst
1. Easy Life
2. The Ghost of the Vox Continental
3. Happy Time Tune
4. 007
5. Private Eye
6. Too Experienced
7. The Loser
8. Mixed Feelings
9. Hiawatha
10. Let's Do Rock Steady